# Fatehgarh Sahib (dystrykt)
Fatehgarh Sahib – dystrykt w stanie Pendżab w Indiach.

## Informacje
Dystrykt został utworzony w 1992 roku. Jego nazwa pochodzi od najmłodszego syna Guru Gobinda Singha - Sahibzada Fateh Singha. Główne miasta to: Sirhind, Bassi Pathana, Amloh, Khamano i Mandi Gobindgarh. Dystrykt jest podzielony na 4 teshile: Fatehgarh Sahib, Bassi Pathana, Amloh, Khamano. Gospodarka dystryktu jest związana z rolnictwem i przemysłem. Główne uprawy to pszenica i ryż. Zimą temperatury spadają do 3 stopni Celsjusza, a latem dochodzą do 45 stopni Celsjusza.

## Demografia
W 2011 roku w dystrykcie Fatehgarh Sahib mieszkało 600 163 ludności, w tym  320 795  mężczyzn i 279 368  kobiet. W stosunku do wyników spisu z 2001 roku wzrosła gęstość zaludnienia z 456 osób na kilometr kwadratowy do 509 osób. Według spisu ludności z 2011 roku 79,35% ludności potrafi czytać i pisać, w tym 83,33% mężczyzn i 74,80% kobiet

## Turystyka
Do miejsc wartych odwiedzenia należą: muzeum archeologiczne Sanghol, pałac Aam Khas Bagh, Gurudwara Śri Fatehgarh Sahib, Sri Rauza Sharif Fatehgarh Sahib